# Космічне сміття

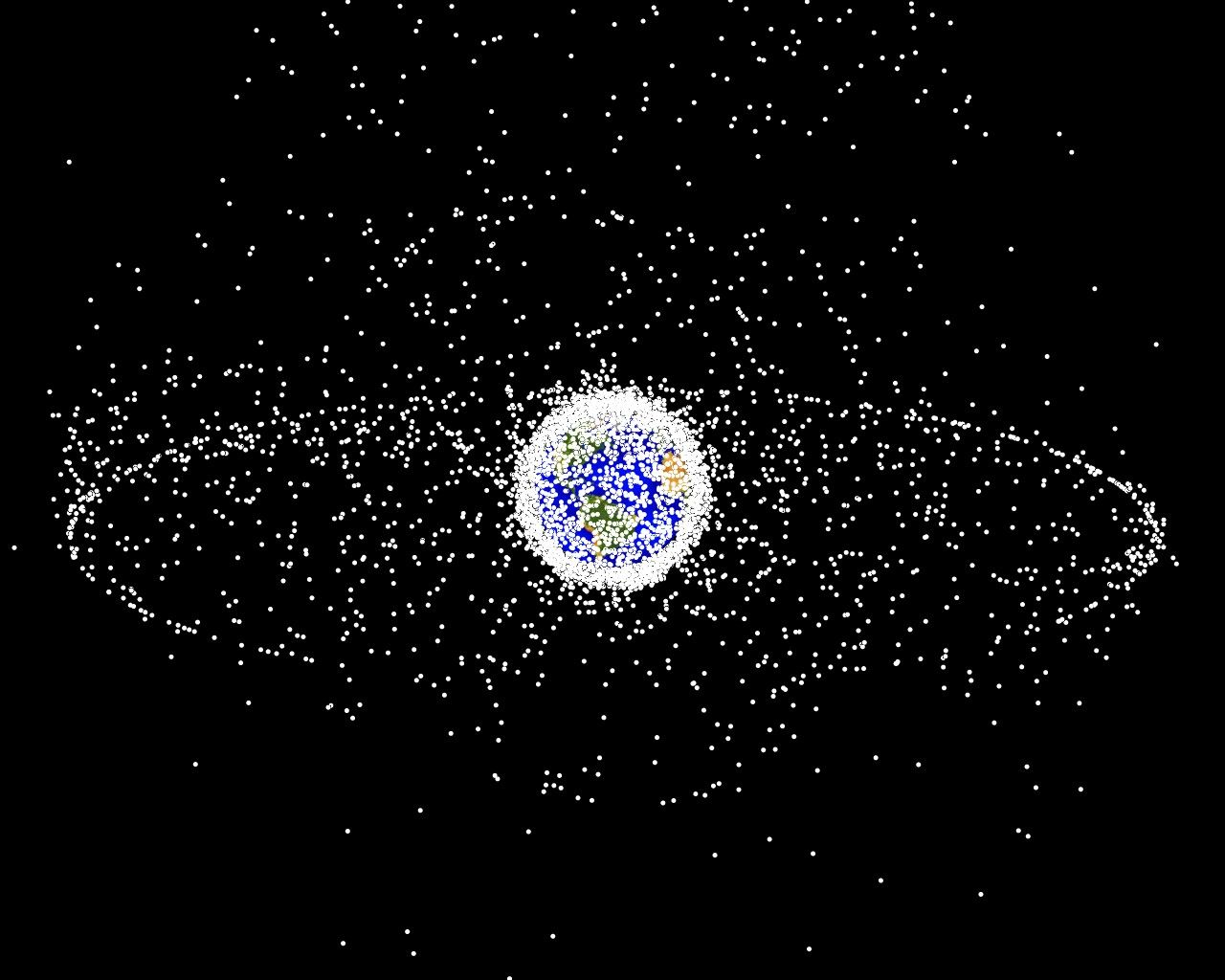
Розподіл сміття в навколоземному просторі

Космічне сміття або орбітальне сміття — некеровані об'єкти антропогенного походження, які більше не виконують свої функції та літають навколо Землі або в меншій мірі навколо інших планет. Ці об'єкти різноманітного походження становлять загрозу космічним апаратам. Є ризик, що сміття почне подрібнюватися у геометричній прогресії внаслідок взаємних зіткнень. Станом на липень 2024 року, за даними Європейського космічного агентства (ESA), кількість об’єктів на навколоземній орбіті досягла рекордних значень: понад 35 000 об’єктів діаметром понад 10 см (сюди входять 9100 супутників, що працюють, і 26 000 фрагментів космічного сміття). Згідно з підрахунками, на орбіті Землі також знаходиться понад мільйон фрагментів та уламків діаметром від одного до 10 см.

## Походження
Існує декілька джерел утворення космічного сміття:
- «Мертві супутники». Штучні супутники, які припинили своє функціонування і з певних причин не були знищені (це не було передбачено проєктом запуску, супутник передчасно вийшов з ладу тощо);
- Останні ступені ракет. Після відділення власне корабля чи супутника від ракети-носія, деякі фрагменти ракети-носія залишаються на орбіті;
- Невеликі шматки. Незначні об'єкти — фрагменти обшивки, інструменти, що випали з рук космонавтів (астронавтів) або з космічних станцій[4] тощо;
- Фрагменти знищених супутників. Особливо потенційно шкідливі наслідки військових навчань. Подібні тренування по знищенню своїх відпрацьованих супутників проводили: Китай, США, СРСР.

## Масштаби засмічення
Станом на 2012 рік на навколоземній орбіті оберталося близько 19 000 об'єктів. Майже 90 % сміття припадає на продукцію трьох держав: Росії (СРСР), США, КНР.
За даними дослідників, на 2021 рік, навколо Землі оберталося також 130 млн невеликих об'єктів розміром до 1 см, які перетворилися на сміття.
Вже на березень 2023 року, мережа космічного спостереження США відстежувала вже понад 23 000 шматків космічного сміття, які за розміром перевищують розмір м'яча для софтболу на орбіті Землі, в тому числі, 3000 з них – це є відпрацьовані супутники. Однак більшість уламків орбіти занадто малі, щоб їх можна було відстежити. За оцінками дослідників, на орбіті Землі також знаходиться понад 100 трильйонів не відстежуваних частинок космічного сміття. Переважна їх більшість має ширину менше 1 см, а через відсутність опору атмосфери вони досягають швидкості понад 25200 км/год, що в 10 разів швидше, аніж середня швидкість кулі на Землі.
Наприкінці березня 2025 року, в щорічному звіті про космічне середовище «ESA’s annual Space Environment Report» було зазначено, що кількість космічного сміття на навколоземній орбіті невпинно зростає. За оцінками ESA на орбіті Землі знаходиться приблизно 54000 об'єктів розміром понад 10 см, приблизно 1,2 млн фрагментів розміром від 1 до 10 см та близько 130 млн частинок розміром від 1 мм до 1 см.

## Зони космічного сміття
Виділяють дві зони ущільнення космічного сміття:
1. Низько-орбітальна зона на висотах 500-1.200 км над поверхнею Землі;
2. Геостаціонарна зона на висоті приблизно 38.000 км.

Окремо, розглядається питання загрози космічного сміття, яке утворилося поза межами низької навколоземної орбіти (НОО), середньої і високої (геостаціонарної/геосинхронної ГЕО) орбіт Землі, зокрема, навколо Місяця та значно далі у космічному просторі.

## Небезпека вибухів
Причиною вибухів космічних апаратів можуть бути електрохімічні реакції, що протікають в акумуляторах супутників. Місце, де стався вибух, огортають цілі хмари уламків. Поступово вони обволікають всю земну кулю. Більшість з цих об'єктів знаходиться на орбітах з високим нахилом, площини яких перетинаються, тому середня відносна швидкість їх взаємного прольоту становить близько 10 км/с.

## Інциденти з космічним сміттям

### Інциденти в космічному просторі

#### до 2020 року
У 1983 році маленька піщинка (менше 1 мм в діаметрі) залишила серйозну тріщину на ілюмінаторі багаторазового човника-шатла програми Спейс Шаттл.
У липні 1996 року на висоті близько 660 км французький супутник зіткнувся з фрагментом третього ступеня французької ж ракети Arianе.
10 лютого 2009 року, комерційний супутник «Iridium» американської компанії супутникового зв'язку Iridium, виведений на орбіту в 1997 році, зіткнувся з військовим російським супутником зв'язку «Космос-2251», який був запущений в 1993 році і виведений з експлуатації в 1995 році. В результаті зіткнення супутників на орбіту Землі додалося понад 2300 уламків (і це тільки тих, які можливо відстежити).

#### 2020
8 травня, на навколоземній орбіті вибухнув бак із паливом від російського розгінного блоку «Фрегат-СБ». За повідомленням  ВПС США, внаслідок позаштатної ситуації та вибуху утворилося 65 уламків. Фахівці 18-ї ескадрильї контролю космічного простору ВПС США, що спеціалізується на виявленні, відстежуванні та ідентифікації всіх штучних об’єктів на навколоземній орбіті, проаналізували ситуацію та повідомили, що вибух не був спричинений зіткненням баку з іншим об’єктом.

#### 2021
18 березня, о 07:41:10 (за всесвітнім скоординованим часом), уламок російської ракети «Зеніт-2», яка в 1996 році вивела на орбіту Землі військовий супутник «Космос 2333» («Цілина-2»), зіткнувся з діючим китайським метеосупутником «YunHai 1-02» і знищив його. Після зіткнення супутника з російським космічним сміттям утворилося 37 уламків, які були внесені до каталогу Космічних сил США. Чотири з них вже згоріли в атмосфері Землі. Зіткнення сталося при швидкості 13,26 км/с на висоті 780 км над містом Тромсе (Норвегія). Як відзначають в NASA, це стало вже п'ятим підтвердженим випадком зіткнення створених людиною об'єктів на орбіті й першим за останні 10 років.
У червні невеликий шматок невідомого космічного сміття врізався в роботизовану руку МКС, пошкодивши, але не знищивши її.

#### 2023
4 січня в Космічних силах США підтвердили інформацію про те, що російський супутник «Космос 2499», який востаннє маневрував у 2017 році, розвалився на 85 шматків і тепер вони у вигляді космічного сміття кружляють на висоті майже 1100 км над Землею.
У серпні, старий радянський супутник, запущений у космос ще в 1991 році, розвалився на орбіті на 7 шматків космічного мотлоху на висоті приблизно 1400 км над Землею. Судячи з усього, аварія сталася в результаті зіткнення супутника з космічним сміттям. Спеціалісти зазначають, що це був радянський супутник зв’язку «Космос-2143» або «Космос-2145», тобто один з восьми супутників типу «Стрела-1М», запущених свого часу однією ракетою-носієм та виведений в подальшому з експлуатації.

#### 2024
28 лютого, близько 08:30 (за київським часом), на орбіті Землі трапився тривожний інцидент, який міг збільшити кількість уламків на навколоземній орбіті на 50 %. За повідомленням NASA, в космічному просторі мало не зіткнулися два штучних супутників Землі, а саме несправний російський «Космос-2221» та діючий американський «TIMED», які розминулися на швидкості 14 км/сек на відстані близько 20 м один від одного.
26 червня, близько 16:00 за Грінвічем (14:00 за Києвом), на орбіті поблизу МКС радари американської компанії LeoLabs, що займаються спостереженням за космосом, зафіксували кілька фрагментів російського супутника. Шість американських астронавтів, які на цей час перебували на МКС, були попереджені командою управління NASA в Х’юстоні про необхідність виконати процедуру «безпечної гавані», коли кожен член екіпажу переміщується в космічний корабель, на якому астронавти прибули на космічну станцію, якщо виникне необхідність термінового відльоту. В такому положенні астронавти NASA перебували приблизно годину.
29 червня міжнародні космічні агентства були попереджені, що російський супутник дистанційного зондування Землі «Ресурс-П» № 1, запущений у червні 2013 року та виведений з експлуатації у грудні 2021 року, розпався на орбіті. Супутник вагою 6,5 т розпався на уламки, які досі перебувають на навколоземній орбіті. Це створить загрозу для космічних апаратів інших країн.
8 серпня, згідно повідомлення компанії Slingshot Aerospace, що займається питаннями у сфері космічної безпеки, верхній ступінь китайської ракети «Чанжен-6А», яка успішно доставила в космос першу партію супутників «Сузір’я тисячі вітрил» (аналог системи Starlink), зруйнувався на орбіті. Ця подія призвела до утворення хмари космічного сміття з більш ніж 300 уламків, 50 з яких становлять суттєву загрозу для низькоорбітальних супутників, які знаходяться на висоті нижче 800 км. За уточненими даними Космічного командування ПС США та компанії зі стеження за космічним сміттям, на орбіті висотою 800 км виявлено хмару уламків, яка складається, як мінімум з 700 фрагментів розмірами понад 10 см, а потенційно їх там перебуває не менше 900.
В 2024 році міжнародна організація супутникового зв'язку Intelsat з невідомих причин втратила на геостаціонарних орбітах два телекомунікаційні супутники IS-29e та IS-33e. Після руйнування 19 жовтня 2024 року над Індійським океаном супутника IS-33e, Космічні сили США зафіксували в космосі щонайменше 20 уламків, проте безпосередньої загрози від уламків — немає.

#### 2025
Наприкінці липня австралійський радіотелескоп групи ASKAP зафіксував загадковий сплеск радіосигналу, який був настільки потужний, що за своєю інтенсивністю, в тисячі разів перевершив всі інші сигнали в небі. Було встановлено, що радіосигнал надійшов від супутника NASA Relay 2, який з 1967 року вважався неактивним та був звичайним космічним сміттям на навколоземній орбіті висотою 4500 км. За однією з версій, радіосигнал тривалістю 30 нс виник в результаті зіткнення мікрометеориту з супутником, що створило хмару плазми, яка в свою чергу, згенерувала радіосигнал.

### Інциденти на поверхні Землі
Космічне сміття часто падає на Землю. Щороку в атмосферу входить у середньому від 200 до 400 шматків космічного сміття, яке наука здатна відстежити. Більшість із них досить малі, що надає їм змогу повністю згоріти в атмосфері. Однак відомо багато випадків, коли великі об'єкти досягали поверхні Землі.

#### 2022
У серпні обгорілий шматок космічного корабля SpaceX Dragon приземлився в Австралії на овечій фермі. В листопаді  того ж року величезний шмат китайської ракети впав у Китаї. Уламки ще однієї китайської ракети виявили в Індонезії та Малайзії. Раніше, в травні 2021 року подібні уламки впали на Мальдівах.

#### 2023
16 липня, на віддаленому пляжі в Грін-Хед, приблизно за 250 км (155 миль) на північ від міста Перт, штат Західна Австралія (Австралія), було виявлено уламок розгінного двигуна від індійської ракети-носія PSLV, який використовувався під час запуску супутника. Поліція Західної Австралії заявила, що урядовий хімічний аналіз визначив, що об’єкт безпечний і «поточного ризику для громади немає», хоча незадовго до цього влада вважала пристрій небезпечним і закликала громадськість триматися від нього подалі.

#### 2024
8 березня, мешканець Флориди (США) повідомив, що на його будинок впав уламок космічного сміття з МКС. Майже кілограмовий шматок металу пробив дах будинку та пройшов через підлогу другого поверху, трохи не зачепивши одного з членів родини. О 14:29 того дня, Космічне командування США справді зареєструвало входження космічного сміття в атмосферу та його рух до північно-західної Флориди, а о 14:34 у будинок дійсно стався приліт. NASA проводить розслідування, в ході якого попередньо з'ясовано, що викинутий у 2021 році з МКС вантажний піддон зі старими батареями хоча й належав NASA, однак піддон запускала Японська космічна агенція, тож відповідати, можливо, буде вона. 16 квітня 2024 року, за результатами проведеного розслідування, NASA встановило, що предмет, який на початку березня 2024 року пошкодив будинок у США, дійсно колись був частиною МКС. За три роки до інциденту, дану деталь роботизованої руки на МКС використали наземні диспетчери NASA, щоб випустити вантажний піддон із застарілими батареями в космос. Загальна маса викинутих тоді деталей у відкритий космос з МКС становила більше 2,5 тонни. В червні 2024 року родина Александра Отеро зі США, на будинок якого впало космічне сміття, звернулася до NASA про компенсацію нанесених їм збитків.
У травні двометровий шматок космічного сміття вагою майже 40 кг несподівано впав на ферму в Саскачевані (Канада), заставши зненацька фермера Баррі Савчука на своєму полі.
30 грудня мешканці села Мукуку в Кенії стали свідками незвичайного явища коли на їхнє село впало величезне металеве кільце вагою в півтонни. Цей несподіваний «подарунок» з космосу викликав здивування та занепокоєння серед місцевих жителів. Кенійське космічне агентство  (KSA) розпочало розслідування інциденту, за попередніми даними все вказує на те, що об’єкт є елементом ракети-носія. Ніхто з мешканців села не постраждав. KSA запевнило, що об’єкт не становить загрози для громадської безпеки. Інцидент в Кенії – ще одне нагадування про важливість дотримання заходів безпеки при запусках ракет та необхідність розробки ефективних методів утилізації космічного сміття.

#### 2025
Науковці, які займаються відстеженням руху космічного сміття, визначили, що посадковий модуль «Космос-482» діаметром 1 м і вагою майже 500 кг, має увійти в атмосферу Землі в період з 8 по 11 травня 2025 року. Особливістю є той факт, що модуль для дослідження Венери був створений дуже міцним, щоб витримати високу щільність і тиск атмосфери Венери, а також її надзвичайно високу температуру, яка сягає майже 500 °C. Тому більша частина посадкового модуля може не згоріти в атмосфері нашої планети та досягти її поверхні. 10 травня 2025 року, згідно повідомлення ESA, «Космос-482» зійшов з орбіти та впав в Індійський океан. ESA вело постійний моніторинг ситуації стосовно «Космос-482», публікуючи оновлення про траєкторію польоту об'єкта. Останній раз апарат був зафіксований радарними системами над Німеччиною приблизно о 06:30 та 08:04 (за центральноєвропейським часом), після цього він більше не фіксувався, що і підтвердило вхід в атмосферу та подальше його падіння. Згідно з розрахунками, «Космос-482» міг увійти у щільні шари атмосфери о 09:24 (за київським часом) у точці, розташованій за 560 км на захід від острова Середній Андаман, і впав в Індійський океан західніше Джакарти.

## Інші джерела засмічування
Незначні об'єкти — фрагменти обшивки, інструменти, що випали з рук космонавтів (астронавтів) або з космічних станцій та перетворилися в космічне сміття можуть нести певну загрозу об'єктам на орбіті Землі. В більшості випадків, такі події є результатом ненавмисних та непередбачуваних обставин, але ж, як не дивно, вони бувають і цілком навмисними. 
Так, у 1965 році астронавт NASA Ед Вайт ненавмисно втратив запасну рукавичку при виході з космічного корабля «Gemini-4». За подібних причин, в 2008 році, під час виходу у відкритий космос, астронавтка Гайдемарі Стефанишин-Пайпер втратила сумку з інструментами, вага якої складала близько 13 кг (30 фунтів), в 2017 році астронавти Пеґґі Вітсон і Роберт Кімбро також втратили сумку під час виходу у відкритий космос, а в 2018 році інструмент було втрачено під час встановлення обладнання на зовнішній платформі японського модуля «Kibo»
Проте, російські космонавти Сєргєй Прокоп’єв і Дмітрій Пєтєлін, які прибули на МКС 21 вересня 2022 року на ракеті-носії «Союз-2.1а», навмисно смітили у космосі. Так, під час чергового виходу у відкритий космос, вони навмисно викинули чималий оберемок обладнання у космічний простір. Про це стало відомо з прямої трансляції семигодинного виходу у відкритий космос для переміщення повітряного шлюзу з однієї частини МКС в іншу. «Просто красиво літає», — прокоментував свій вчинок один з космонавтів.
Згідно публікації NASA, практика викидання сміття з МКС у відкритий космічний простір існує і застосовується астронавтами без будь-якої відповідальності. Так, на відео переданому з МКС, американський інженер і астронавт NASA Уоррен Вудроу «Вуді» Хобург (Warren Woodrow «Woody» Hoburg) демонструє циліндричний шматок космічного сміття, що благополучно дрейфує до Землі після того, як канадський робот-маніпулятор «Canadarm2» викинув його за борт МКС. Зрештою, показані уламки повинні впасти в атмосферу Землі лише влітку 2025 року та без жодного ризику для МКС. Хобург також зазначив: «Добре позбутися маси на борту космічної станції». Потім він додав, що  обладнання для забезпечення польотів, що «падає на Землю», відслужило своє: «Це досить круто!». Він також повідомив, що екіпаж МКС робить все можливе, щоб позбавитися непотрібних предметів перед тим, як пристикований космічний корабель підніме орбіту станції, щоб запобігти її падінню в атмосферу Землі.
1 листопада 2023 року, астронавти NASA Джасмін Могбелі та Лорал О’Хара, які виходили у відкритий космос на МКС для проведення заміни частин сонячної батареї, переналаштування кабелю Ethernet та заміни опорного підшипника, на висоті 258 миль (415 км) над Землею, втратили сумку з інструментами. Відомо, що вміст сумки коштував $100 тис. Наразі сумка з інструментами обертається навколо Землі зі швидкістю 27 тис. км/год та на 5 хв. випереджає МКС. Об’єкт отримав позначення космічних сил США 58229/1998–067WC у системі каталогізації штучних об’єктів на орбіті Землі та відстежується навіть з МКС, коли перебуває в обсерваційній зоні.
19 грудня 2024 року, за інформацією видання Space, космонавти держави-терористки, які перебувають на МКС, Олексій Овчінін і Іван Вагнер, в ході 7-годинного виходу у відкритий космос з метою технічного обслуговування, встановлення нового обладнання та утилізації застарілих компонентів, скинули у відкритий космос пакет зі старими електричними роз'ємами та іншими елементами, які були замінені на модулі «Звєзда».

## Шляхи вирішення проблеми
Кількість сміття за межами Землі стала настільки великою, що уже може завадити космічним місіям. Також, якщо не почнеться процес «прибирання», існує імовірність того, що в процесі накопичення сміття почне падати на Землю, а це уже становить небезпеку. Саме тому британські вчені з державного дослідницького університету Суррея у м. Гілфорді (графство Суррей, Англія) запропонували технологію для спалення сміття в атмосфері. Сміттєзбиральний апарат RemoveDebris оснастили гарпуном, сіткою та вітрилом для того, щоб збирати сміття різного розміру і, по закінченню місії, також утилізувати апарат в шарах атмосфери. Раніше подібні засоби не використовувались в космосі, тож апарат проходить тест на ефективність роботи в умовах невагомості. На початку 2018 року апарат був відправлений на МКС, де астронавти готували його до початку робіт.
На початку червня 2023 року, приватна компанія Astroscale зі штаб-квартирою в Токіо (Японія) показала космічного прибиральника ELSA-M (англ. End of Life Services by Astroscale-Multiple), якого планують запустити в космос 2025 року. Він стане першим у світі комерційним космічним буксиром, що має можливість зведення з орбіти безлічі неактивних супутників. Також зазначалося, що перш за все, запуск ELSA-M спрямований на деактивацію несправного супутника OneWeb шляхом його зведення з орбіти. Після запуску, буксир з'єднається з супутником за допомогою магнітних стикувальних пластин. Потім буксир перемістить несправний супутник на нижчу орбіту. Після цього ELSA-M відокремиться від супутника і вирушить до наступного, тоді як супутник OneWeb через декілька місяців згорить у атмосфері нашої планети.
На початку грудня 2024 року, як повідомило видання Spacenews, португальська компанія Neuraspace встановила в Чилі спеціальний телескоп для спостереження за великими фрагментами космічного сміття на низькій навколоземній орбіті. Проєкт реалізується за підтримки Європейської комісії, яка виділила на нього €26 млн. Це вже другий такий телескоп компанії після встановленого в португальському муніципалітеті Бежа. Наявність двох обсерваторій у різних півкулях Землі дає змогу значно поліпшити моніторинг ситуації на орбіті. Обидва телескопи оновлюють інформацію щосекунди та забезпечують визначення положення супутника з похибкою менше ніж 100 м на один орбітальний оберт.
Існують також інші, більш сміливі, наукові розробки боротьби з космічним сміттям. Наприклад, вчені аерокосмічної інженерії з Боулдерського університету витратили десять років на розробку новітнього перспективного методу ліквідації космічного сміття. На переконання дослідників, космічне сміття можна буквально випхати з області навколоземної орбіти за рахунок сили притягання між двома об’єктами, один з яких заряджений позитивно, а інший — негативно. Розроблена ідея в один день може допомогти прибрати космічні орбіти від сміття.

### Місія Aeolus
24 липня 2023 року розпочався перший етап операції з безпечного повернення на Землю старого космічного супутника «Aeolus», який має увійти в атмосферу планети 28 липня. Так, науковці Європейського космічного агентства (ESA) спланували і проведуть першу у своєму роді операцію з безпечного повернення на Землю непридатного космічного супутника. Як повідомляється, 1360-кілограмовий «Aeolus» обертається навколо Землі з 2018 року. ESA зазначає, що він був першим супутником, який заміряв вітри Землі з космосу та передавав дані до метеорологічних центрів по всій Європі. Наприкінці квітня 2023 року програму «Aeolus» закрили через нестачу палива, з того часу космічний апарат падає до Землі. Вчені вирішили використати рештки палива на супутнику для його контрольованого спуску. Згідно з планом, операція з повернення «Aeolus» на Землю поділена на три етапи. Перший етап вже розпочався 24 липня, коли апарат досяг висоти у 280 км. Науковцям вдалося успішно виконати перший маневр і наблизити апарат до Землі на відстань в 250 км. Наступні етапи передбачені на 27 та 28 липня. Спочатку супутник здійснить ще кілька маневрів, внаслідок яких висота траєкторії його польоту знизиться з 250 до 150 км. Опісля, апарат контрольовано спустять на висоту 80 км. Кінцевим результатом науковці називають згоряння 80 % супутника в атмосфері Землі та спуск вцілілих частин в Індійський океан. Попри це вченим потрібно підтримувати його роботу достатньо довго, щоб вони могли продовжувати надсилати команди та контролювати його шлях. Вчені наголошують, що майбутні космічні кораблі необхідно розробляти саме з можливістю їх контрольованого повернення з космосу. Це мінімізує накопичення космічного сміття (об'єктів) в космосі та зменшить ризик ушкодження або травматизму для населення Землі під час їх падіння. За повідомленням Європейського космічного агентства (ESA), 28 липня 2023 року, близько 21:00 (за центральноєвропейським часом), супутник «Aeolus» увійшов в атмосферу над Антарктидою та завершив своє контрольоване руйнування над Атлантикою.

### Місія ClearSpace
Станом на 2023 рік, проєкт місії ESA з прибирання космічного сміття реалізовується у партнерстві зі швейцарською компанією ClearSpace. Ідея останньої полягає в запуску космічного апарата, який примусово захопить великі уламки і змінить їхній напрямок руху. Завдяки цьому сміття перестане рухатися на орбіті Землі. Супутник «ClearSpace» планують запустити у 2026 році в рамках пілотної місії. Мета дебютного польоту — захоплення компонента розгінного блоку Vega Secondary Payload Adapter, який використовувався в космічному запуску ще в 2013 році. Його вага становить приблизно 100 кг, а ширина — близько 2 м. Серйозної небезпеки фрагмент не становить, однак за своїми параметрами він такий же, як і уламки, які здатні серйозно зашкодити діючим супутникам. Однак, як повідомила 18-та ескадрилья космічної оборони США, поруч із запланованим компонентом для прибирання тепер обертаються ще декілька об'єктів, яких раніше не було. Найімовірніше, вони з’явилися внаслідок зіткнення фрагмента на високій швидкості з дрібнішими частинками космічного сміття.

### Місія Asteroid Redirect Mission
Згідно повідомлення SpaceNews, компанія TransAstra уклала з NASA контракт на $850 тис на створення прототипу мішка для збирання космічного сміття на орбіті Землі. Мішок для збирання космічного сміття придумали в NASA в рамках програми Asteroid Redirect Mission, що передбачала доставку навколоземного астероїда на орбіту Місяця для вивчення. Мішок має надувну конструкцію з ребрами жорсткості, яка дозволяє йому набувати об’ємної форми і захоплювати об’єкти різних розмірів і форм. Компанія TransAstra планує розвинути цю ідею до наземного демонстраційного прототипу і, можливо, довести проєкт до випробувань у космосі.

### Місія NASA/JAXA LignoSat
Американське космічне агентство NASA та японське Агентство аерокосмічних досліджень (JAXA) планують до літа 2024 року запустити в космос перший у світі дерев’яний супутник, який виготовляють з магнолії. За повідомленням видання Space, супутник вагою 1 кг отримав назву «LignoSat». Науковці успішно протестували зразки деревини на борту МКС й вирішили, що тестовий супутник придатний для запуску. Як виявилося, дерево не горить і не розкладається в космічному вакуумі, але воно згорить після повернення в атмосферу Землі. Саме тому, головна перевага такого супутника з деревини — екологічна. Після випрацювання терміну експлуатації він повинен повністю згорати в атмосфері і не додавати на орбіті космічного сміття.
3 червня 2024 року, японські дослідники заявили, що вони успішно сконструювали перший у світі дерев’яний супутник, який виготовлений з дерев’яних панелей магнолії товщиною від 4 до 5,5 мм. Цей крихітний об’єкт у формі куба, як очікується, буде відправлений у космос у вересні 2024 року на борту ракети SpaceX з території США.
Наприкінці грудня 2024 року супутник LignoSat був запущений з борту МКС у відкритий космос.

### Місія ADRAS-J/J2
У квітні 2024 року, японська приватна компанія Astroscale повідомила про отримання космічним апаратом Active Debris Removal by Astroscale-Japan (ADRAS-J), першого в світі зображення космічного сміття, яке було виконане з відстані кількасот метрів. Об'єкт на фото, який дрейфує у космосі, виявився першим ступенем японської ракети-носія Н-2А. Ця ракета ще в 2009 році вивела на орбіту супутник GOSAT, залишивши за собою шматок космічного сміття довжиною 11 м та вагою близько 3 т. Космічний апарат ADRAS-J вагою 150 кг був запущений на навколоземну орбіту 18 лютого 2024 року. Головне завдання зонда – безпечно наблизитися до об’єкта та вивчити його стан. 
В липні 2024 року зонд ADRAS-J зміг безпечно наблизитися до залишку ракети ракети-носія Н-2А на відстань приблизно 50 м та успішно обстежив його. Обльоти уламка ракети апаратом ADRAS-J підтвердили, що адаптер корисного навантаження H-2A, за який повинен вхопитися роботизований маніпулятор ADRAS-J2, не пошкоджений. Це означає, що видалення з орбіти ступені ракети-носія, який є великогабаритним шматком космічного сміття, може пройти успішно. 
Компанія Astroscale вважає, що отримані дані мають вирішальне значення для наступної місії з видалення космічного сміття з орбіти. Очікується, що новий апарат для активного видалення сміття ADRAS-J2 безпечно наблизиться до корпусу ступеню ракети, отримає додаткові зображення, а потім захопить цей фрагмент сміття і виведе його з орбіти за допомогою роботизованої "руки", щоб воно згоріло в атмосфері Землі. Ця фаза програми, як зазначено на сайті Японського агентства аерокосмічних досліджень (JAXA), має розпочатися у 2026 році.

## Відповідальність за космічне сміття
Федеральна комісія зі зв'язку (FCC) заявила, що вперше в історії наклала "проривний" штраф за космічне сміття, оштрафувавши на $150 000 телекомпанію Dish, яка не змогла належним чином утилізувати свій відпрацьований супутник «EchoStar-7». Він знаходиться на орбіті з 2002 року. Коли термін експлуатації геостаціонарного супутника добіг кінця, Dish повинна була перемістити його на 300 км вище звичайної робочої орбіти. Але через те, що паливо закінчувалося, зробити цього не вдалося – апарат підняли лише на 120 км вище початкової орбіти, де він "може викликати проблеми". Американські регулятори, які нещодавно активізували свої зусилля з очищення орбіти від сміття, хочуть, щоб компанія визнала свою провину та виплатила штраф. Сама ж Dish виступає проти вимог, заявляючи, що комісія не зробила "жодних конкретних висновків про те, що супутник «EchoStar-7» створює загрозу безпеці". Компанія заявляє, що її супутник є старим апаратом, який не підпадає під нові правила FCC.

## Цікаві факти
Непізнаний об’єкт «Чорний лицар», який обертається навколо Землі на низькій навколоземній орбіті, був внесений до каталогу космічного сміття NASA під номером 025570.